# جيسيكا (اسم)
جيسيكا (بالإنجليزية: Jessica)‏  هو اسم علم شخصي للإناث من أصل إنجليزي، ذكر هذا الاسم لأول مرة في مسرحية تاجر البندقية لوليم شكسبير حيث كان اسم إحدى بنات الشخصيات الرئيسية في المسرحية، ومنذ ذلك الحين إكتسب شهرة عالية عند الدول الإنجلو سكسونية، حيث أصبح أكثر الأسماء شعبية للإناث في الثمانينات، والتسعينات ، لكن إنخفضت شعبية الاسم إلى المركز العشرين في بداية الألفية الجديدة  لكنه أصبح أكثر الأسماء شعبية في إنجلترا وويلز في 2005،، وإحتل المركز الثالث في 2006  ويلفظ اختصاراً أيضاً بجيس Jess أو جيسي Jessie، أما أصل هذا الاسم فهو الترجمة الإنجليزية لإحدى بنات هاران شقيق النبي إبراهيم إحدى شخصيات الكتاب المقدس والتي كان اسمها يسكة وهي شقيقة النبي لوط، معنى هذا الاسم هو المتطلعة لله.

## الشخصيات
- جيسيكا ألبا ممثل أمريكية.
- جيسيكا بيل ممثلة وعارضة أزياء أمريكية.
- جيسيكا كورنيش مغنية إنجليزية والمعروفة باسم جيسي جي.
- جيسيكا جوردان عارضة أزياء بوليفية.
- جيسيكا ستام عارضة أزياء كندية.
- جيسيكا سوتا راقصة ومغنية أمريكية.
- جيسيكا جاين كليمنت ممثلة وعارضة أزياء إنجليزية.
- جيسيكا ميتشيباتا عارضة أزياء يابانية أرجينتينية.
- جيسيكا شاستاين ممثلة أمريكية.
- جيسيكا كابشو ممثلة أمريكية.
- جيسيكا إنيس لاعبة ألعاب قوى بريطانية.
- جيسيكا اسكندر عارضة أزياء وممثلة إندونيسية.
- جيسيكا جونغ مغنية كورية جنوبية.
- جيسيكا كيلي ريلي ممثلة إنجليزية.
- جيسيكا لانج ممثلة أمريكية.
- جيسيكا لاوندز ممثلة ومغنية كندية.
- جيسيكا سمبسون ممثلة ومغنية أمريكية.
- جيسيكا ستروب ممثلة أمريكية.
- جيسيكا سزوهر ممثلة أمريكية.
- جيسيكا تاندي ممثلة بريطانية أمريكية.
- جيسيكا والتر ممثلة أمريكية.
- جيسيكا باوليتو عارضة أزياء برازيلية.
- جيسيكا باركر كينيدي ممثلة كندية.
- جيسيكا تريسكو عارضة أزياء كندية.
- جيسيكا فالنتي كاتبة نسوية أمريكية.
- جيسيكا قهواتي عارضة أزياء وملكة جمال أسترالية لبنانية.
- جيسيكا لوكاس ممثلة كندية.
- جيسيكا لينش ممثلة وجندية أمريكية.
- جيسيكا هيكت ممثلة أمريكية.